# L'amour viendra
L'amour viendra è una canzone tratta dall'album d'esordio della cantante canadese Céline Dion. Il brano fu pubblicato dalla Super Étoiles nel 1982 in Canada come terzo singolo promozionale dell'album La voix du Bon Dieu.

## Contenuti e pubblicazioni
L'amour viendra è l'adattamento in francese della canzone Dolce fiore del cantante italiano Dario Baldan Bembo. I testi in francese sono stati scritti da Eddy Marnay, autore di molti successi della Dion e soprattutto della title track dell'album La voix du Bon Dieu.
Il singolo fu pubblicato insieme alla traccia del lato B, La voix du Bon Dieu. Quest'ultima fu pubblicata in una nuova versione, ovvero con l'accompagnamento della famiglia Dion che contribuì ai cori del brano.

## Formati e tracce
LP Singolo 7'' (Canada) (Les Disques Super Étoiles Inc.: C-381)
1. L'amour viendra – 4:20 (testo: Amerigo Cassella, Eddy Marnay – musica: Dario Baldan Bembo)
2. La voix du Bon Dieu (feat. famiglia Dion) – 3:16 (Marnay)

## Crediti e personale
Personale
- Orchestrato da - Guy St-Onge
- Musica di - Dario Baldan Bembo
- Produttore - René Angélil, Eddy Marnay
- Testi - Amerigo Cassella, Eddy Marnay